# Salomon III.
Salomon III. oder Solomon III. (amharisch ሰሎሞን) war vom 20. Mai 1796 bis zum 15. Juli 1797 und noch einmal für kurze Zeit ab dem 20. Mai 1799 Negus Negest (Kaiser) von Äthiopien sowie ein Mitglied der Solomonische Dynastie. Er war der Sohn von Tekle Haymanot II.
Salomon war vor allem eine Repräsentationsfigur und gelangte Dank Ras Wolde Selassie aus Tigray und Ras Mare'ed 1796 auf den Kaiserthron. In den folgenden Jahren rang er mit seinem Konkurrenten, dem vormaligen Kaiser Tekle Giyorgis I., um die Herrschaft. Diesen Umstand nutzte der aufständische Rittmeister Asserat um Gonder zu umzingeln. Ihm fehlte jedoch die militärische Stärke um in die Hauptstadt einzudringen, und so beschränkte er sich darauf die Besitztümer Tekle Giyorgis in Gonder zu verbrennen. Salomon war gezwungen aus Gonder zu fliehen und fand Unterschlupf in Aksum, wo er beschützt durch Ras Wolde Selassie lebte. Er gelangte 1799 für kurze Zeit zurück auf den Thron.
Budge führt an, dass einige Experten ihn und Ba’eda Mariam II. für ein und dieselbe Person halten.